# Sant Andreu (wijk)
Sant Andreu is een district in het noorden van Barcelona. Er wonen ongeveer 135.000 inwoners (2005).
Dit district heeft ondanks de verkeersdrukte en grootschalige nieuwbouw een dorps karakter weten te behouden, en heeft een druk commercieel centrum, dat bestaat uit ongeveer zes straten vol met winkels. De Avinguda Meridiana (Spaans: Avenida Meridiana) is een achtstrooksweg die het hele district doormidden snijdt.
Sant Andreu bestaat uit de wijken Sant Andreu del Palomar, La Sagrera, Trinitat Vella, Baró de Viver, Bon Pastor, Navas en Congrés.
Het district heeft eerst met de komst van de lijnen L9/L10 een metroverbinding gekregen. Totdat beide lijnen voltooid zijn, naar verwachting niet eerder dan in 2028, heeft de metroverbinding maar beperkte betekenis.
Lijn 9 Zuid
Aeroport T1 · Aeroport T2 · Mas Blau · Parc Nou · Cèntric · El Prat Estació · Les Moreres · Mercabarna · Parc Logístic · Fira · Europa-Fira · Can Tries - Gornal · Torrassa · Collblanc · Zona Universitària
Lijn 9 Noord
La Sagrera · Onze de Setembre · Bon Pastor · Can Peixauet · Fondo · Santa Rosa · Església Major · Singuerlín · Can Zam
Lijn 10 Zuid
ZAL | Riu Vell · 
Ecoparc · Port Commercial | La Factoria · Zona Franca · Foc · Foneria · Ildefons Cerdà | Ciutat de la Justícia · Provençana · Can Tries | Gornal · Torrassa · Collblanc
Lijn 10 Noord
La Sagrera · Onze de Setembre · Bon Pastor · Llefià · La Salut · Gorg